# Carl Nicks (cestista)
Orlando Carl Nicks (Chicago, 6 ottobre 1958) è un ex cestista e allenatore di pallacanestro statunitense, professionista nella NBA e in Francia.

## Carriera
Venne selezionato dai Denver Nuggets al primo giro del Draft NBA 1980 (23ª scelta assoluta).